# Letiště La Palma
Letiště La Palma (španělsky Aeropuerto de La Palma; kód IATA: SPC, kód ICAO: GCLA) je mezinárodní letiště nacházející se 8 km jižně od hlavního města (Santa Cruz de La Palma) stejnojmenného ostrova, na  Kanárských ostrovech.  Leží na území dvou obcí: Breña Baja a Villa de Mazo. Je provozováno společností AENA (Aeropuertos Espaoles y Navegación Aérea), která má na starosti většinu civilních letišť ve  Španělsku.
Nejvíce letů zde mají španělské letecké společnosti Binter Canarias a CanaryFly, které zajišťují krátké vnitrostátní lety z nedalekých ostrovů Tenerife (z letiště Tenerife Sever) a Gran Canaria, ale na letišti přistávají také pravidelné linky z některých velkých měst Evropy a řada charterových letů leteckých společností a cestovních kanceláří, především Německa, Spojeného království, Skandinávie a Nizozemska. V roce 2018 letiště odbavilo 1 420 277 cestujících při 22 033 vzletech a přistáních (v roce 2019 počet cestujících dále vzrostl o 4,5 procenta na 1 483 720). Nákladní doprava (cargo) činila 565 tun.

## Nový terminál
V červenci 2011 byla otevřena nová budova terminálu, která umožňuje odbavit až 3 miliony cestujících ročně, což je více než dvojnásobek dosavadního maxima z roku 2019. Nový terminál má 25 odbavovacích přepážek, 4 přepravníky na zavazadla a 9 nástupních mostů (gates). Nový terminál je dále vzadu než původní starý terminál, takže velikost odbavovací plochy je mnohem větší. Stále však nebyla postavena (a prozatím se ani neplánuje) nová pojezdová dráha souběžná s ranvejí, takže letadla se musí po dráze vracet, což omezuje počet možných startů a přistání na maximálně 10 za hodinu. Letiště má také novou řídící věž.

## Přechodné uzavření (erupce sopky)
Cumbre Vieja je rozsáhlý aktivní stratovulkán (nejaktivnější vulkán na celých Kanárských ostrovech), který se nachází podél zlomové linie ve směru sever-jih a je původcem většiny (pokud ne všech) erupcí na ostrově za stovky let. Mezi 19. zářím a 13. prosincem 2021 došlo k efuzivní sopečné erupci (kdy láva volně vytéká a vytváří i desítky kilometrů dlouhé lávové kanály, nedochází ale k devastující explozivní erupci). Erupce byla největší za mnoho let a trvala skoro 86 dní, rozžhavená láva postupně zničila téměř 2900 obytných domů a dalších budov, pokryla skoro 1200 hektarů a poškodila desítky kilometrů silnic, ale naštěstí nedošlo k obětem na životech. Po část této doby, několik týdnů (s přestávkami) bylo uzavřeno i mezinárodní letiště La Palma.

## Statistiky

### Počty cestujících
V letech 2003 až 2019 se počet cestujících na letišti La Palma dlouhodobě zvyšoval (s občasným menším meziročním poklesem), takže za sledované období vzrostl ze zhruba 940 tisíc v roce 2003 na skoro 1,5 miliónu v roce 2019, kdy letiště zaznamenalo dosud největší počet cestujících (podrobněji viz  Tabulka 1). V letech 2020–2021 došlo i na zdejším letišti (jako skoro na všech letištích) k obrovskému poklesu v důsledku pandemie covidu-19). V roce 2021 se zkombinovaly dokonce hned dva negativní faktory najednou: pokračující pandemie a letiště navíc bylo několik týdnů zcela uzavřeno kvůli výše popsané erupci sopky. A tak zatímco na dalších letištích došlo v roce 2021 přece jen k mírnému oživení (byť počty cestujících se zdaleka nevrátily na úroveň roku 2019), na La Palmě byl počet cestujících v roce 2021 téměř stejný jako v roce 2020.
| Rok  | Počet cestujících | Bazický index (2003=100) | Změna [%] |
| ---- | ----------------- | ------------------------ | --------- |
| 2003 | 941 118           | 100                      | x         |
| 2004 | 1 015 667         | 108                      | ▲ 7,9     |
| 2005 | 1 145 569         | 122                      | ▲ 12,8    |
| 2006 | 1 175 328         | 125                      | ▲ 2,6     |
| 2007 | 1 207 572         | 128                      | ▲ 2,7     |
| 2008 | 1 151 357         | 122                      | ▼ −4,7    |
| 2009 | 1 043 274         | 111                      | ▼ −9,4    |
| 2010 | 992 363           | 105                      | ▼ −4,9    |
| 2011 | 1 067 431         | 113                      | ▲ 7,6     |
| 2012 | 965 779           | 103                      | ▼ −9,5    |
| 2013 | 809 521           | 86                       | ▼ −16,2   |
| 2014 | 862 836           | 92                       | ▲ 6,6     |
| 2015 | 971 676           | 103                      | ▲ 12,6    |
| 2016 | 1 116 146         | 119                      | ▲ 14,9    |
| 2017 | 1 302 485         | 138                      | ▲ 16,7    |
| 2018 | 1 420 277         | 151                      | ▲ 9,0     |
| 2019 | 1 483 720         | 158                      | ▲ 4,5     |
| 2020 | 721 337           | 77                       | ▼ −51,4   |
| 2021 | 761 231           | 81                       | ▲ 5,5     |